# Charles Rampelberg
Charles Rampelberg (ur. 11 października 1909 w Tourcoing, zm. 18 marca 1982 w Perthes) – francuski kolarz torowy, brązowy medalista olimpijski.

## Kariera
Największy sukces w karierze Charles Rampelberg osiągnął w 1932 roku, kiedy zdobył brązowy medal w wyścigu na 1 km podczas igrzysk olimpijskich w Los Angeles. W zawodach tych wyprzedzili go jedynie Australijczyk Dunc Gray i Holender Jacobus van Egmond. Był to jedyny medal wywalczony przez Rampelberga na międzynarodowej imprezie tej rangi. W latach 1931 i 1933 zajmował drugie miejsce w Grand Prix Paryża, w 1933 roku drugi był również w GP Kopenhagi. Ponadto w 1935 roku zdobył srebrny medal torowych mistrzostw kraju w sprincie amatorów. Nigdy nie zdobył medalu na torowych mistrzostwach świata.